# Picherande
Picherande é uma comuna francesa na região administrativa de Auvérnia-Ródano-Alpes, no departamento Puy-de-Dôme. Estende-se por uma área de 44,64 km². Em 2010 a comuna tinha 339 habitantes (densidade: 7,6 hab./km²).